# Ролле, Михал
Михал (Михаил Йосифович) Ролле́ (пол. Michał Rolle) (8 июля 1865; Каменец-Подольский — 11 ноября 1932; Львов) — польский журналист, историк-любитель и писатель.

## Биография
Михал Ролле был старшим сыном известного историка Иосифа Ролле, его младший брат Кароль избирался президентом Кракова. Обучался на факультете философии Ягеллонского университета. Начал писать со школьной скамьи.

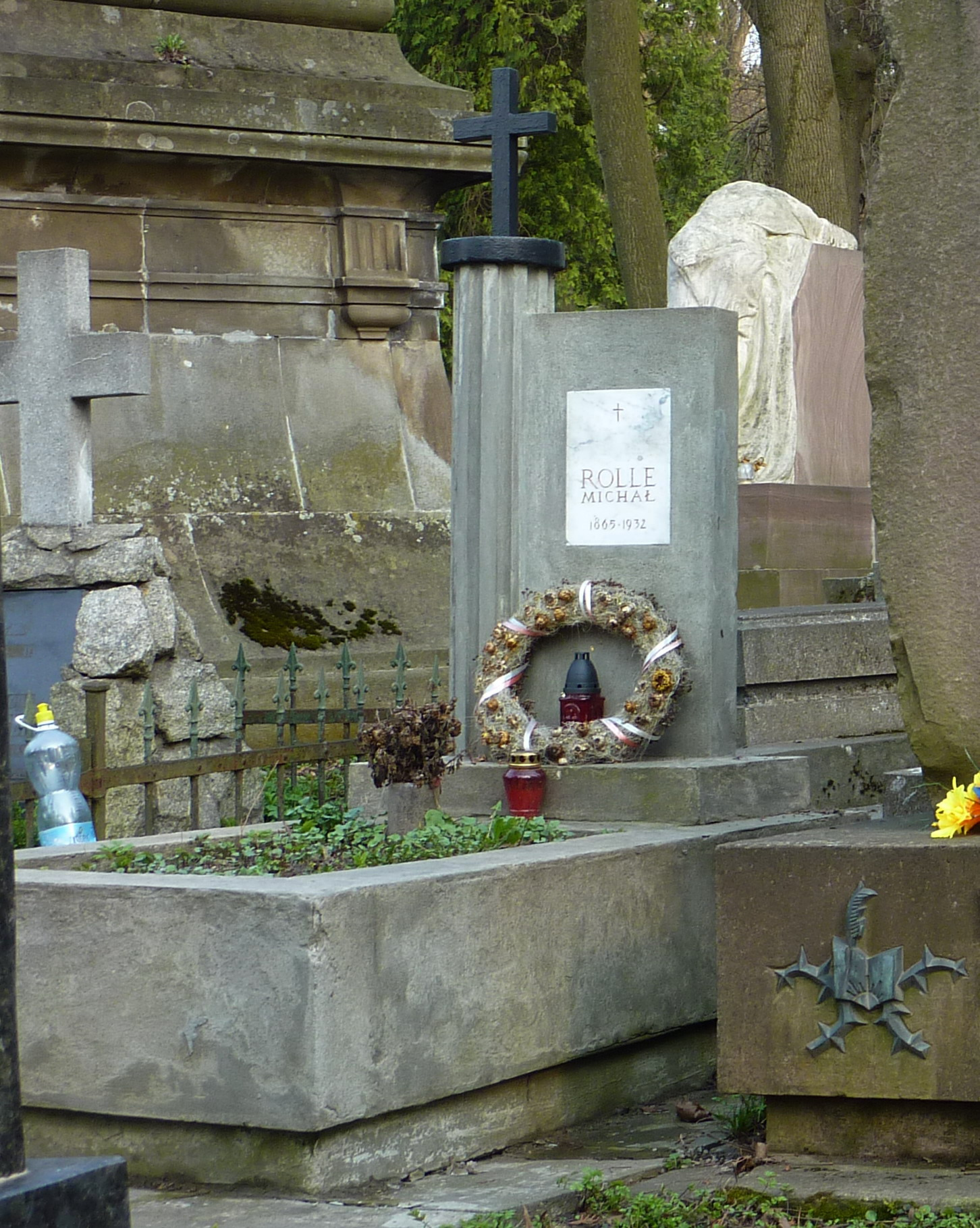
Могила Михала Ролле на Лычаковском кладбище во Львове

После окончания университета поселился во Львове. С 1894 работал секретарем редакции, затем заместителем главного редактора «Gazety Lwowskiej» во Львове. Был известным в городе журналистом, с 1902 — секретарем Литературно-художественного круга.
Его творческая деятельность была направлена в двух направлениях: научную (Тадеуш Чацкий и Кременец (пол. «Tadeusz Czacki i Krzemieniec») и научно-популяризаторскую (легенды собранные в «Оригиналах» (пол. «Oryginałу» и др.).
Используя, доставшееся ему в наследство большое количество архивных материалов, М.Ролле продолжил дело своего отца. Им были изданы монография о лицее в Кременце «Волынские Афины» (пол. «Ateny Wołyńskie», 1898, второе издание — 1923) и серия популярно-исторических очерков: «Из прошлого: Ровский округ — Староство Барское» (1908), «In illo tempore»(1914), «Ременным дышлом» (1914) и т. д.
Польским научно-исследовательским обществом Ossolenium был издан его труд o художниках Восточных границ Польши «Польская живопись на Кресах» (пол. «Sztuka polska na Kresach»), отмеченная наградой львовского университета им. Яна Казимира.
Михал Ролле был награждён литературной премией города Львова в 1927 году.
Умер во Львове и похоронен на Лычаковском кладбище.